# Assedio di Silistra (1854)
L'assedio di Silistra ebbe luogo durante la guerra di Crimea, dall'11 maggio al 23 giugno 1854, quando le forze dell'Impero russo assediarono la fortezza ottomana di Silistra. La prolungata resistenza ottomana permise alle truppe francesi e britanniche di radunare un'importante numero di truppe nella vicina Varna. Sotto l'ulteriore pressione dell'Impero austriaco, il comando russo, che stava per lanciare un assalto finale alla città-fortezza, ricevette l'ordine di togliere l'assedio e di ritirarsi ponendo così fine alla fase danubiana della guerra di Crimea.

## Contesto
Il 20 marzo 1854, dopo la pausa invernale della campagna, un esercito russo composto da due corpi d'armata attraversò il Danubio avanzando in territorio ottomano. A est, un'armata di 50 000 uomini al comando del generale Aleksandr Nikolaevič Liders attraversò il confine dalla Bessarabia alla Dobrugia per occupare i punti strategici. I russi avanzarono rapidamente e all'inizio di aprile raggiunsero le linee del vallo di Traiano, circa 45 km a est di Silistra. Nel frattempo, la forza centrale al comando di Michail Dmitrievič Gorčakov attraversò il fiume e avanzò per assediare Silistra. La città era pesantemente fortificata e difesa da una guarnigione ottomana tra i 12 000  e i 18 000 uomini, comandata da Ferik Musa Hulusi Pascià, detto Musa Pascià, che era assistito da consiglieri militari stranieri. Una forza ottomana di 40 000-45 000 uomini al comando diOmar Pascià era stanziata, a Šumen, a sud di Silistria.

## L'assedio
Gli ottomani avevano fatto di Silistra un'importante fortezza, dotata di una cittadella interna e di un anello esterno di dieci forti. L'esercito ottomano stanziato nella città era composto principalmente da albanesi ed egiziani. Tra i circa sei ufficiali britannici che aiutavano gli ottomani vi erano il capitano James Butler e il tenente Charles Nasmyth, entrambi del Ceylon Rifle Regiment, che offrirono i loro servizi alla guarnigione. Nasmyth arrivò a Silistra il 28 marzo 1854, prima che fosse assediata dai russi.
Il 5 aprile 1854 l'avanguardia della forza russa, guidata dal generale Karl Andreevič Šil'der (che aveva conquistato Silistra nel 1829) e dal suo assistente del genio militare, il tenente colonnello Ėduard Ivanovič Totleben, arrivò alla fortezza e iniziò l'assedio costruendo trincee. I russi, tuttavia, non riuscirono a circondare completamente la città e così le forze ottomane riuscirono a rifornire la guarnigione. Il 22 aprile il feldmaresciallo Ivan Fëdorovič Paskevič, comandante di tutte le forze russe, assunse personalmente il controllo della campagna danubiana e giunse da Varsavia a Bucarest per assumere il comando dell'assedio.
Il 28 maggio 1854, dopo un'incursione della guarnigione turca, la fortezza esterna di Medžidi Tabia (sud di Silistra), fu assaltata e catturata, ma gli attaccanti rimasero senza supporto e fu loro ordinato di ritirarsi. I russi persero 700 uomini in totale, tra cui il generale Dmitrij Sel'van, che fu ferito mortalmente nell'assalto. I proclami ufficiali ottomani annunciarono che le perdite erano state di 189 uomini. Musa Pascià, il comandante della guarnigione, morì il 2 giugno ucciso da una scheggia di granata mentre pregava; fu sostituito dagli ufficiali britannici Butler e Nasmyth. Paskevič, nei suoi rapporti allo zar Nicola I, affermò che gli ottomani stavano difendendo la città con buone conoscenze strategiche grazie all'assistenza di ufficiali stranieri.
Il 10 giugno 1854 il feldmaresciallo Paskevič dichiarò di essere stato colpito dall'esplosione di una granata ottomana. Pur non essendo stato ferito, il feldmaresciallo settantaduenne tornò a Varsavia e fu sostituito dal generale Michail Dmitrievič Gorčakov. Il 13 giugno anche Šil'der fu ferito e morì poco dopo.
La concentrazione di truppe alleate nelle vicinanze di Varna (50 000 francesi e 20 000 britannici) e il nuovo trattato tra Impero austriaco e Impero ottomano avevano indotto lo zar a ordinare una ritirata strategica. Il 13 giugno 1854 giorno Nicola I ordinò a Paskevič:
Una settimana dopo, il 20 giugno 1854, Medžidi Tabia fu definitivamente catturata dai russi, che il 21 giugno si prepararono ad assaltare la fortezza principale: l'attacco era previsto per le 4 del mattino. Alle 2 del mattino del 21 giugno, appena due ore prima dell'assalto e nel bel mezzo dei movimenti di truppe, Gorčakov ricevette da Paskevič l'ordine di togliere l'assedio e tornare alle sue posizioni a nord del Danubio. L'ordine fu immediatamente eseguito. Il 24 giugno l'esercito russo attraversò il Danubio distruggendo il ponte alle sue spalle. L'esercito ottomano non lo inseguì. Le perdite dei russi durante l'assedio furono di 2 500 morti e 1 783 feriti.

## Conseguenze
La maggior parte degli studiosi concorda sul fatto che l'offensiva russa non fu fermata dalla resistenza ottomana, ma dalla pressione diplomatica e dalla minaccia di un'azione militare da parte dell'Austria. Gli austriaci avevano concentrato le truppe (si dice che fossero 280 000 uomini) lungo i confini della Valacchia e della Moldavia e avevano avvertito la Russia di non attraversare il Danubio. Il 30 giugno 1854 12 000 soldati francesi comandati dal viceammiraglio Bruat arrivarono a Varna dove 30 000 soldati britannici erano già arrivati il 27 giugno. L'arrivo di queste truppe aumentò la pressione sul comando russo affinché si le truppe si ritirassero in Russia attraverso il Prut. Per salvare la faccia, i russi affermarono che la loro era una "ritirata strategica".
Dopo la ritirata Nicola I acconsentì all'occupazione austro-ottomana dei principati danubiani, segnando così la fine della fase danubiana della guerra. Le truppe ottomane guidate da Omar Pascià attraversarono quindi il Danubio, entrarono in Valacchia e passarono all'offensiva, impegnando i russi nella città di Giurgiu all'inizio di luglio 1854.